# Sveriges Förenade Filfabriker
Sveriges Förenade Filfabriker grundades år 1877 i Traryd, Kronobergs län. På platsen tillverkades filar till och med 1988. Företaged hade även en filfabrik under början av 1900-talet på Kungsgatan 84, Stockholm. År 1979 övertog Gunnar Kaudern bolaget från den dåvarande ägaren koncernen Sonessons Trading i Malmö.